# Olteanca (okręg Mehedinți)
Olteanca – wieś w Rumunii, w okręgu Mehedinți, w gminie Pădina. W 2011 roku liczyła 89 mieszkańców.